# Squatina aculeata
Squatina aculeata е вид акула от семейство Морски ангели (Squatinidae). Видът е критично застрашен от изчезване.

## Разпространение и местообитание
Разпространен е в Алжир, Ангола (Кабинда), Габон, Гвинея, Западна Сахара, Испания (Балеарски острови, Канарски острови и Северно Африкански територии на Испания), Италия (Сардиния и Сицилия), Мавритания, Мароко, Намибия, Нигер, Сенегал, Тунис и Франция (Корсика).
Обитава крайбрежията на морета и реки в райони с тропически, умерен и субтропичен климат. Среща се на дълбочина от 207,5 до 255 m.

## Описание
На дължина достигат до 1,9 m.
Популацията на вида е намаляваща.